# Pribrezhni (Kavkázskaya, Krasnodar)
Pribrezhni (del ruso: Прибрежный) es un jútor del raión de Kavkázskaya del krai de Krasnodar, en el sur de Rusia. Está situado en la orilla izquierda del río Chelbas, 18 km al noroeste de Kropotkin y 127 km al nordeste de Krasnodar, la capital del krai. Tenía 45 habitantes en 2010.
Pertenece al municipio Privólnoye.